# Pippa Norris
Pippa Norris (née le 10 juillet 1953) est une politologue anglo-américaine spécialisée en politique comparée. Elle est chargée de cours McGuire en politique comparée à la Harvard Kennedy School de l'Université Harvard, et elle est lauréate australienne et professeur de gouvernement et de relations internationales à l'Université de Sydney et directrice du projet d'intégrité électorale.

## Biographie
Norris est titulaire d'un baccalauréat ès arts en politique et en Philosophie avec distinction de l'Université de Warwick, ainsi que d'une maîtrise et d'un doctorat en politique de la London School of Economics et de doctorats honorifiques de l'Université d'Édimbourg, de l'Université de Bergen, de l'Université de Leuphana et l'Université de Warwick. Avant de rejoindre Harvard en 1993, elle enseigne la politique à l'Université d'Édimbourg.
Norris est élue à l'Académie américaine des arts et des sciences pour ses réalisations dans le domaine des sciences politiques.
Le livre de Norris et Joni Lovenduski sur Political Recruitment: Gender, Race and Class (Cambridge University Press, 1995) reçoit le prix George H. Hallett 2018 de l'APSA « pour un livre publié il y a au moins dix ans qui a apporté une contribution durable au littérature sur la représentation et les systèmes électoraux ». Elle reçoit également le prix du livre Doris Graber pour A Virtuous Circle, récompensé comme le meilleur livre de communication politique.
Elle reçoit le prix Sir Isaiah Berlin pour l'ensemble de sa carrière décerné par l'Association d'études politiques du Royaume-Uni.
Elle reçoit également le prix Karl Deutsch pour sa contribution à la recherche interdisciplinaire de l'Association internationale de science politique.
En 2011, Norris et Ronald Inglehart reçoivent le prix Johan Skytte de science politique pour « avoir apporté des idées innovantes sur la pertinence et les racines de la culture politique dans un contexte mondial, transcendant les précédentes approches de recherche traditionnelles ».
Norris reçoit la première bourse de lauréate australienne Kathleen Fitzpatrick en 2011.

## Publications
- Pippa Norris. 1986. Politics and Sexual Equality. Lynne Reinner.
- Pippa Norris. 1990. British By-elections. Blackwell.
- Pippa Norris and Joni Lovenduski. 1995. Gender, Race, and Class in the British Parliament. Cambridge University Press.
- Pippa Norris. 1997. Electoral Change Since 1945. Sage.
- Pippa Norris, John Curtice, David Sanders, Margaret Scammell and Holli A. Semetko. 1999. On Message. Sage.
- Pippa Norris. 2000 A Virtuous Circle? Political Communications in Post-Industrial Democracies. Cambridge: Cambridge University Press. Pp. 398.
- Pippa Norris. 2001 Digital Divide? Civic Engagement, Information Poverty and the Internet Worldwide. Cambridge: Cambridge University Press. Pp. 303.
- Pippa Norris. 2002. Democratic Phoenix: Reinventing Political Activism. New York: Cambridge University Press.
- Ronald Inglehart and Pippa Norris. 2003. Rising Tide: Gender Equality & Cultural Change around the World. Coauthored with Ronald Inglehart. New York: Cambridge University Press.
- Pippa Norris. 2004 Electoral Engineering: Voting Rules and Political Behavior. New York: Cambridge University Press.
- Pippa Norris and Ronald Inglehart. 2004. Sacred and Secular: Politics and Religion Worldwide. New York: Cambridge University Press.
- Pippa Norris. 2005. Radical Right: Voters and Parties in the Electoral Market. New York: Cambridge University Press.
- Pippa Norris. 2008. Driving Democracy: Do Power-Sharing Institutions Work?  New York: Cambridge University Press.
- Pippa Norris and Ronald Inglehart. 2009. Cosmopolitan Communications: Cultural Diversity in a Globalized World. New York: Cambridge University Press
- Pippa Norris. 2011. Democratic Deficit: Critical Citizens Revisited. New York: Cambridge University Press.
- Pippa Norris. 2012. Making Democratic Governance Work: The Impact of Regimes on Prosperity, Welfare and Peace. New York: Cambridge University Press.
- Pippa Norris. 2014. Why Electoral Integrity Matters. New York: Cambridge University Press.
- Pippa Norris. 2015. Why Elections Fail. New York: Cambridge University Press.
- Pippa Norris. 2017. Strengthening Electoral Integrity New York: Cambridge University Press.
- Pippa Norris and Ronald Inglehart. 2019. Cultural Backlash.New York: Cambridge University Press.
- Pippa Norris. 2022. In Praise of Skepticism: Trust but Verify, Oxford: Oxford University Press